# Банк Сомаліленду
Банк Сомаліленду (сом. Baanka Somamiland) —— центральний банк Сомаліленду.
Банк Сомаліленду створений в 1994 році. 18 жовтня 1994 року банк почав випуск національної валюти. Відділення банку відкриті в містах Гаргейсі, Бербері, Бурао, Борама, Гебілей і Еригабо.